# Crassula pseudohemisphaerica
Crassula pseudohemisphaerica är en fetbladsväxtart som beskrevs av Hans Christian Friedrich. Crassula pseudohemisphaerica ingår i släktet krassulor, och familjen fetbladsväxter. Inga underarter finns listade i Catalogue of Life.